# Walenty Koleczko
Walenty Ozoria Koleczko (ur. 1842 w Pustej, zm. 15 kwietnia 1938 w Piotrkowie) – polski inżynier leśnik, powstaniec styczniowy.

## Życiorys
Brał udział w powstaniu styczniowym 1863. Później był leśnikiem. Publikował dzieła naukowe. Od 1912 mieszkał w Piotrkowie, gdzie zmarł w kwietniu 1938. Po odzyskaniu przez Polskę niepodległości (1918) w okresie II Rzeczypospolitej został awansowany do stopnia podporucznika weterana Wojska Polskiego.
Odznaczony Krzyżem Niepodległości z Mieczami.